# Carl Van Vechten
Carl Van Vechten, född 17 juni 1880 i Cedar Rapids, Iowa, död 21 december 1964 i New York, var en amerikansk fotograf och författare.
Van Vechten utexaminerades 1903 från University of Chicago. Han flyttade tre år senare till New York. Han var gift två gånger och från 1914 med skådespelaren Fania Marinoff.
Han kände många av 1920-talets svarta konstnärer i Harlem. Epoken är känd som Harlemrenässansen och en av Van Vechtens mest kända romaner, Nigger Heaven, som utkom 1926, utspelas just i tidens Harlem.
Van Vechtens samling av tidningsurklipp bestående av nyheter relaterade till homosexualitet och homoerotiska bilder offentliggjordes 25 år efter hans död.

## Galleri

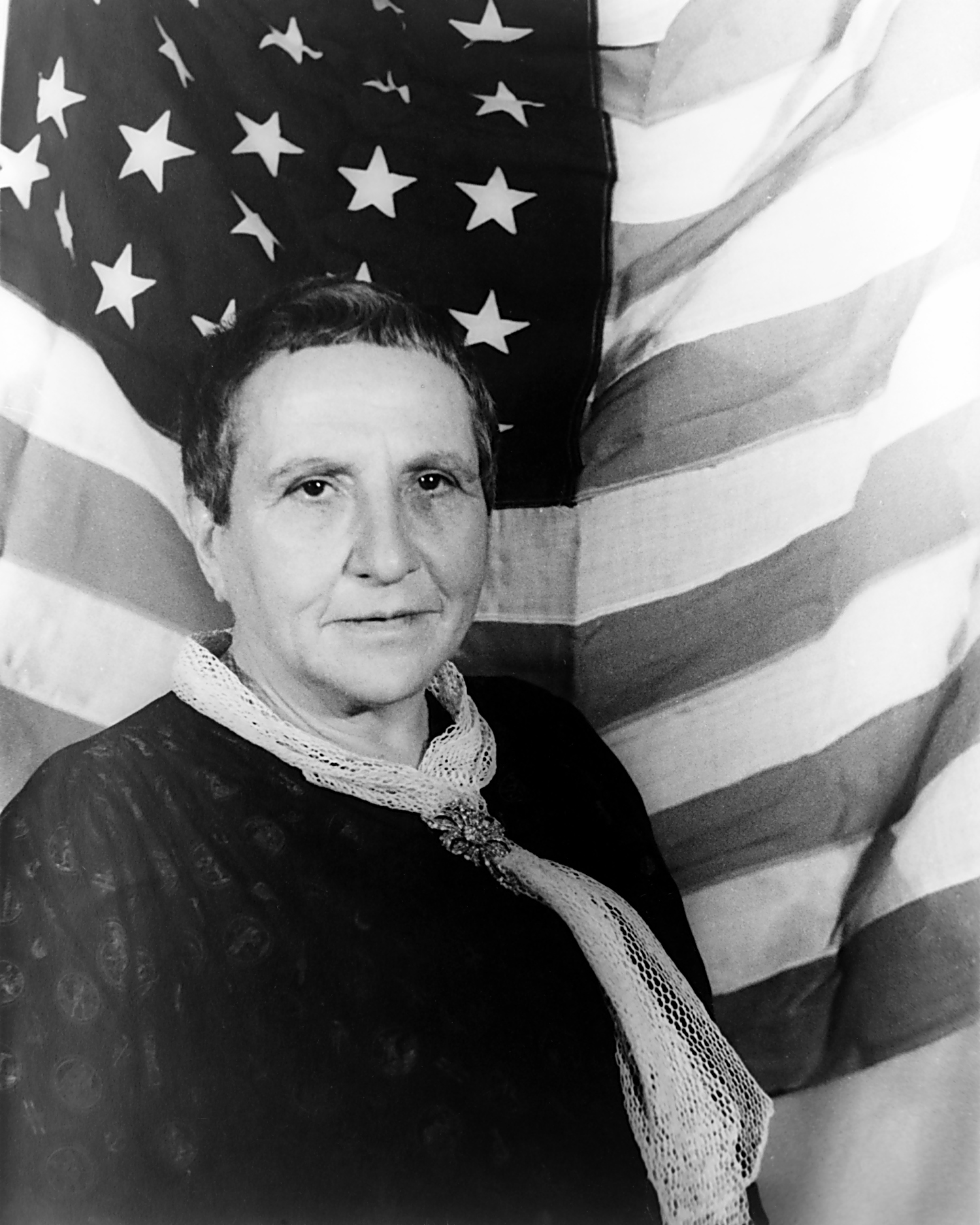
Gertrude Stein, 1935
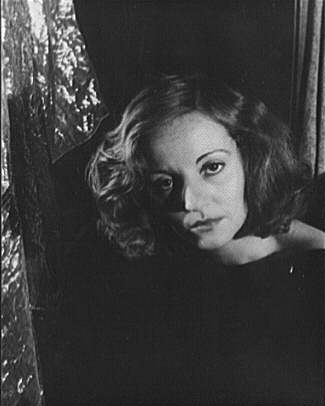
Tallulah Bankhead, 1934
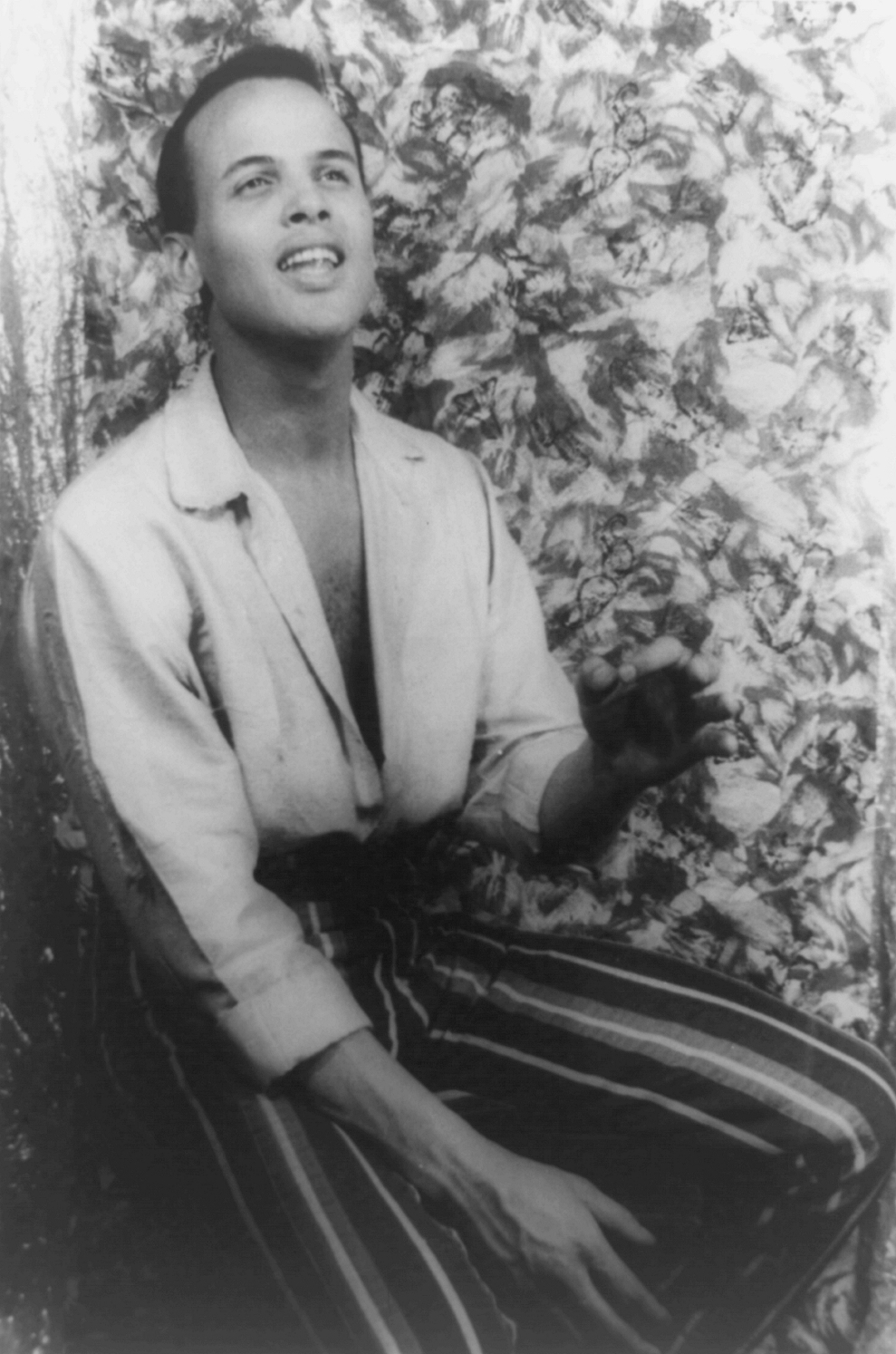
Harry Belafonte, 1954
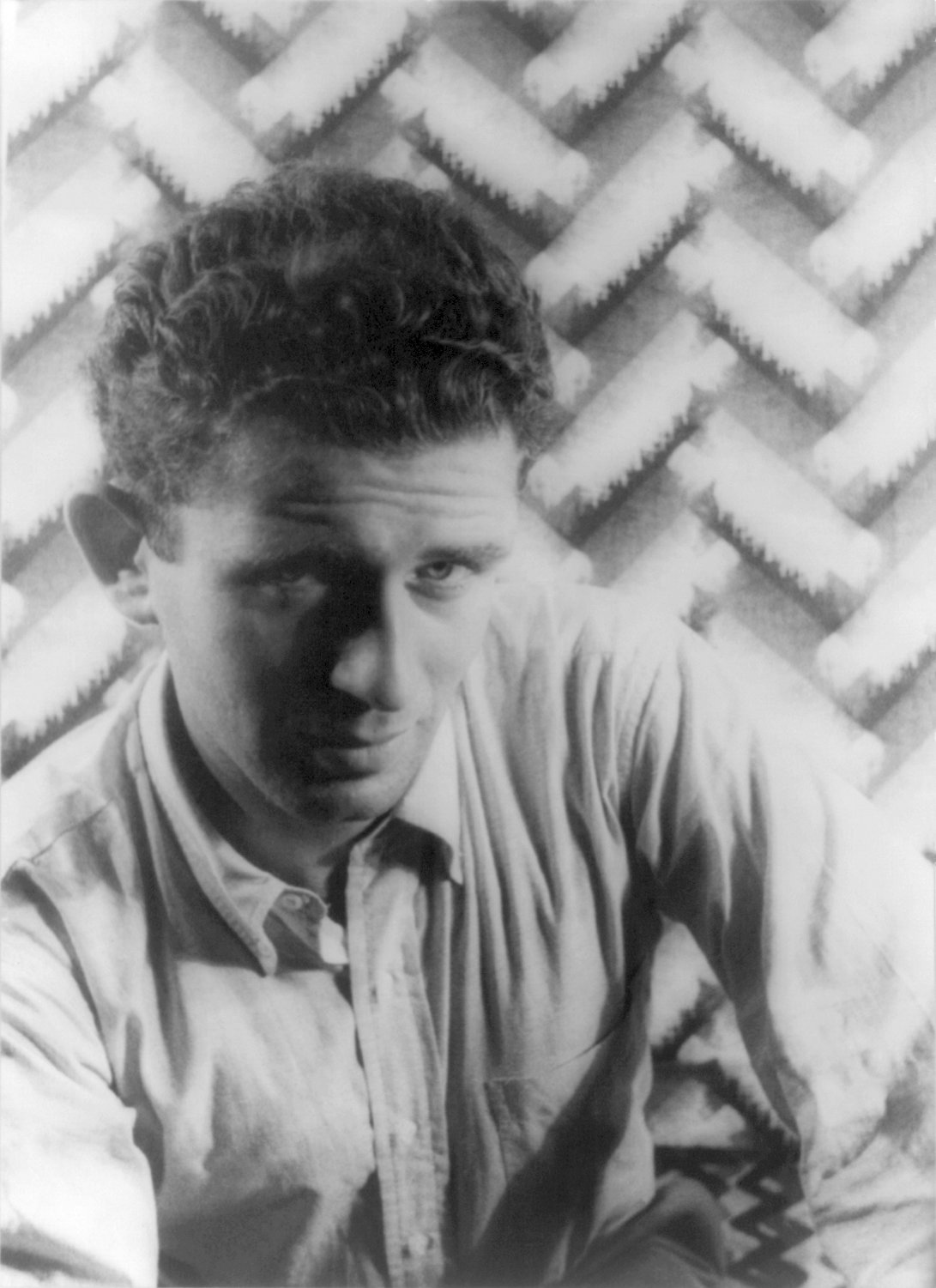
Norman Mailer, 1948
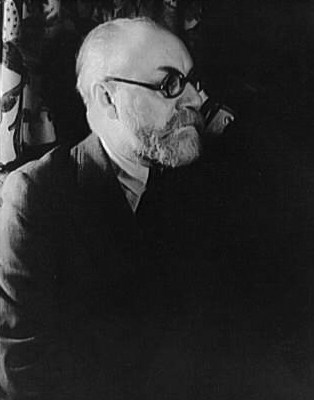
Henri Matisse, 1933
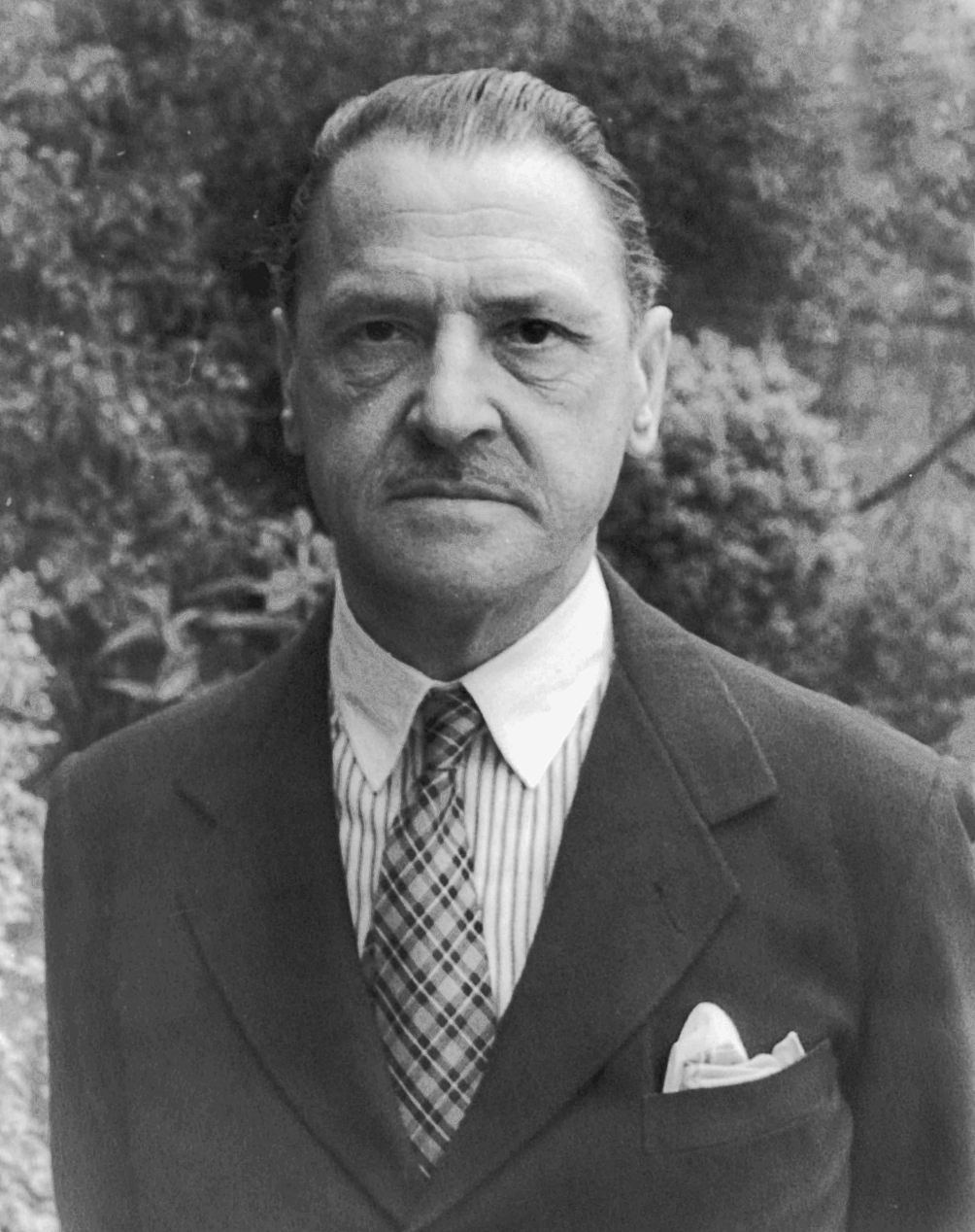
Somerset Maugham, 1934
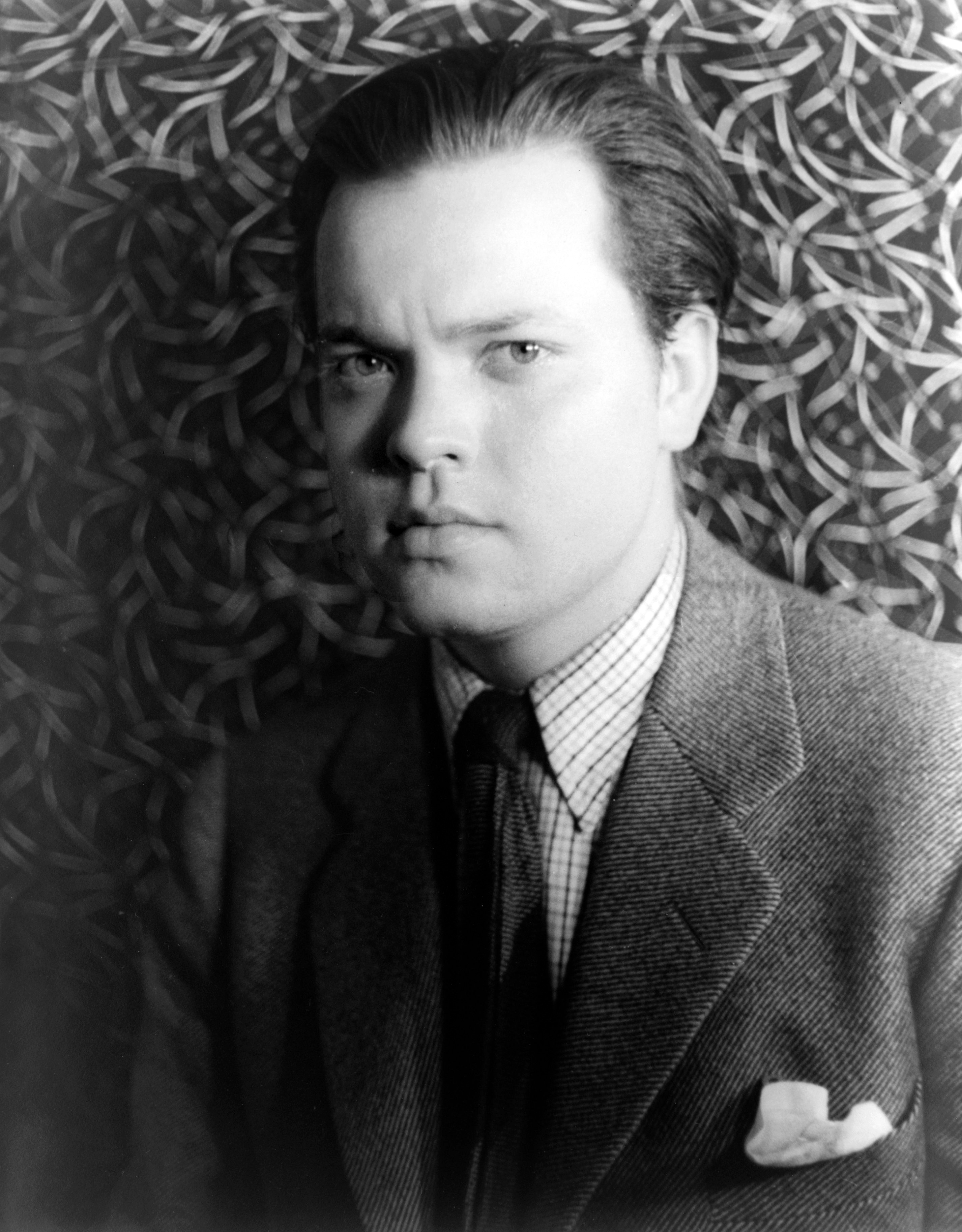
Orson Welles, 1937
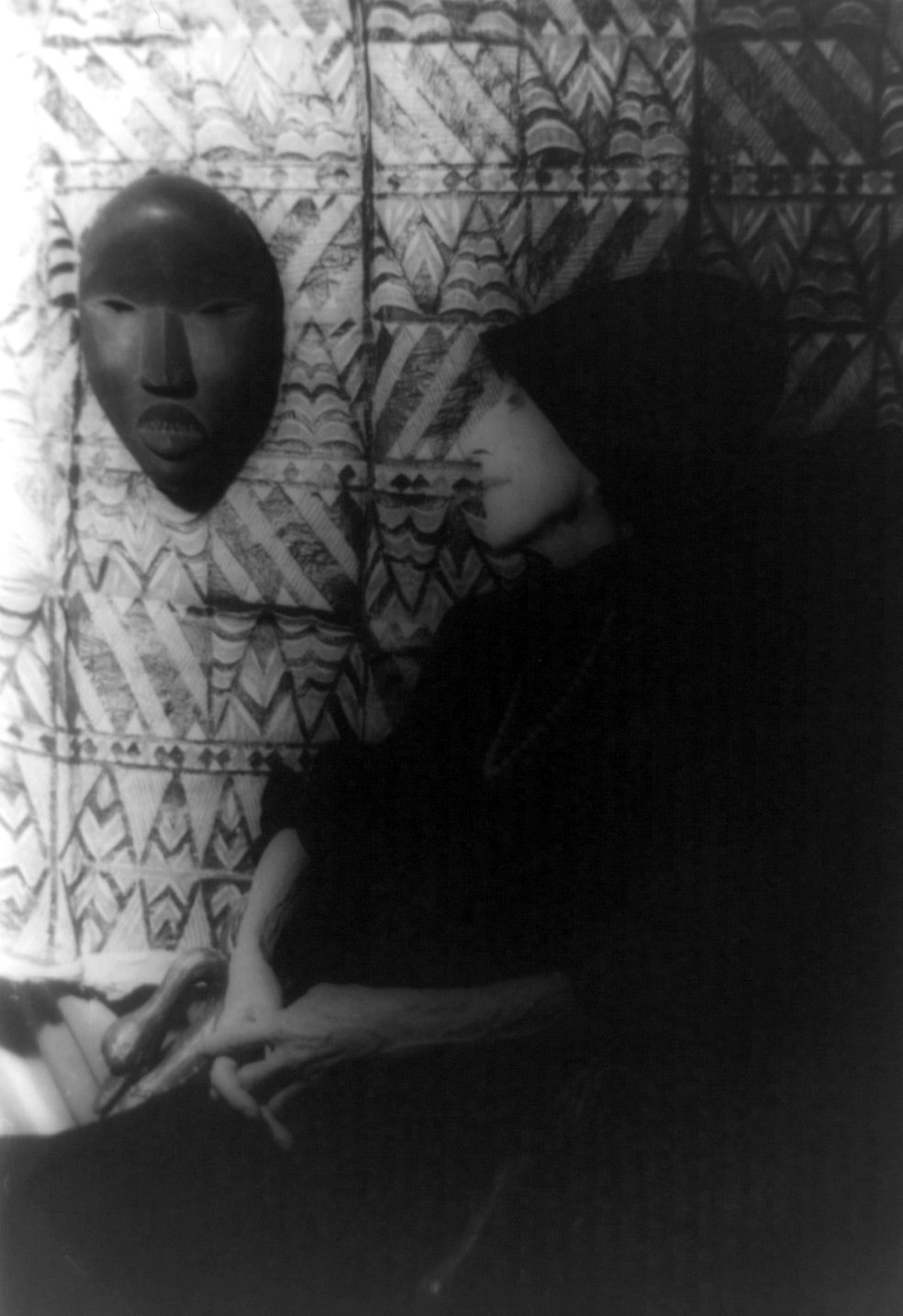
Karen von Blixen-Finecke, 1959
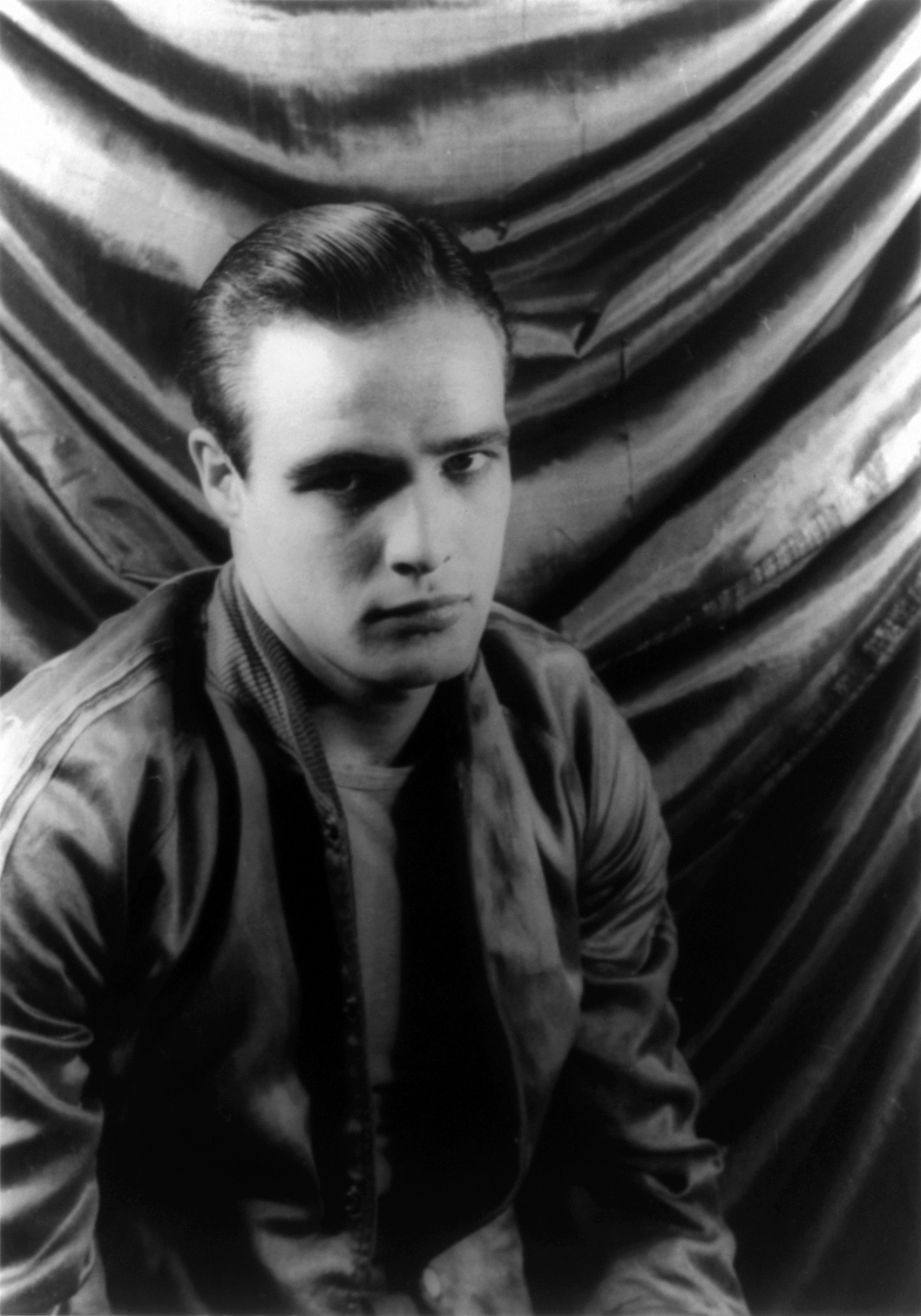
Marlon Brando, 1948
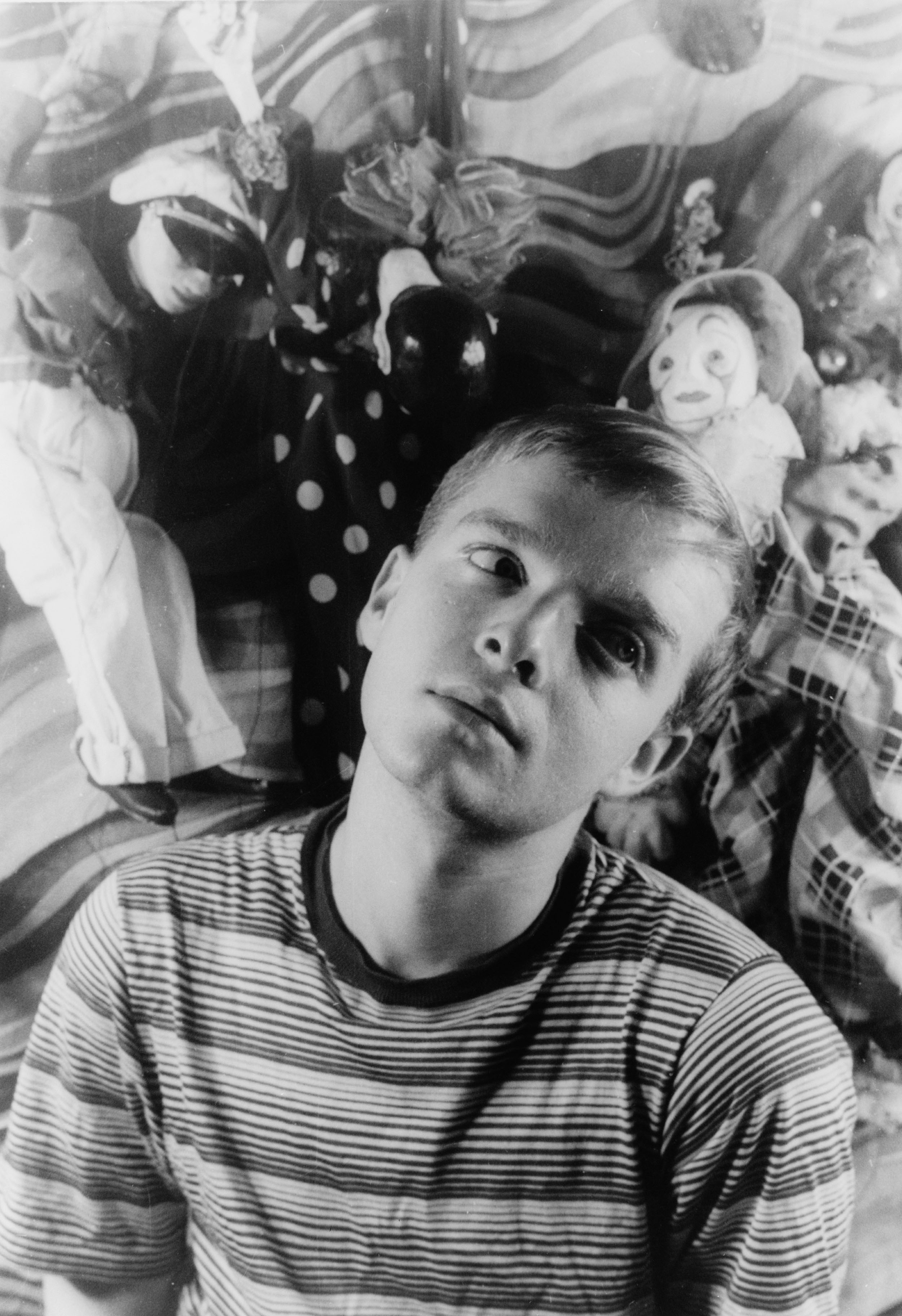
Truman Capote, 1948
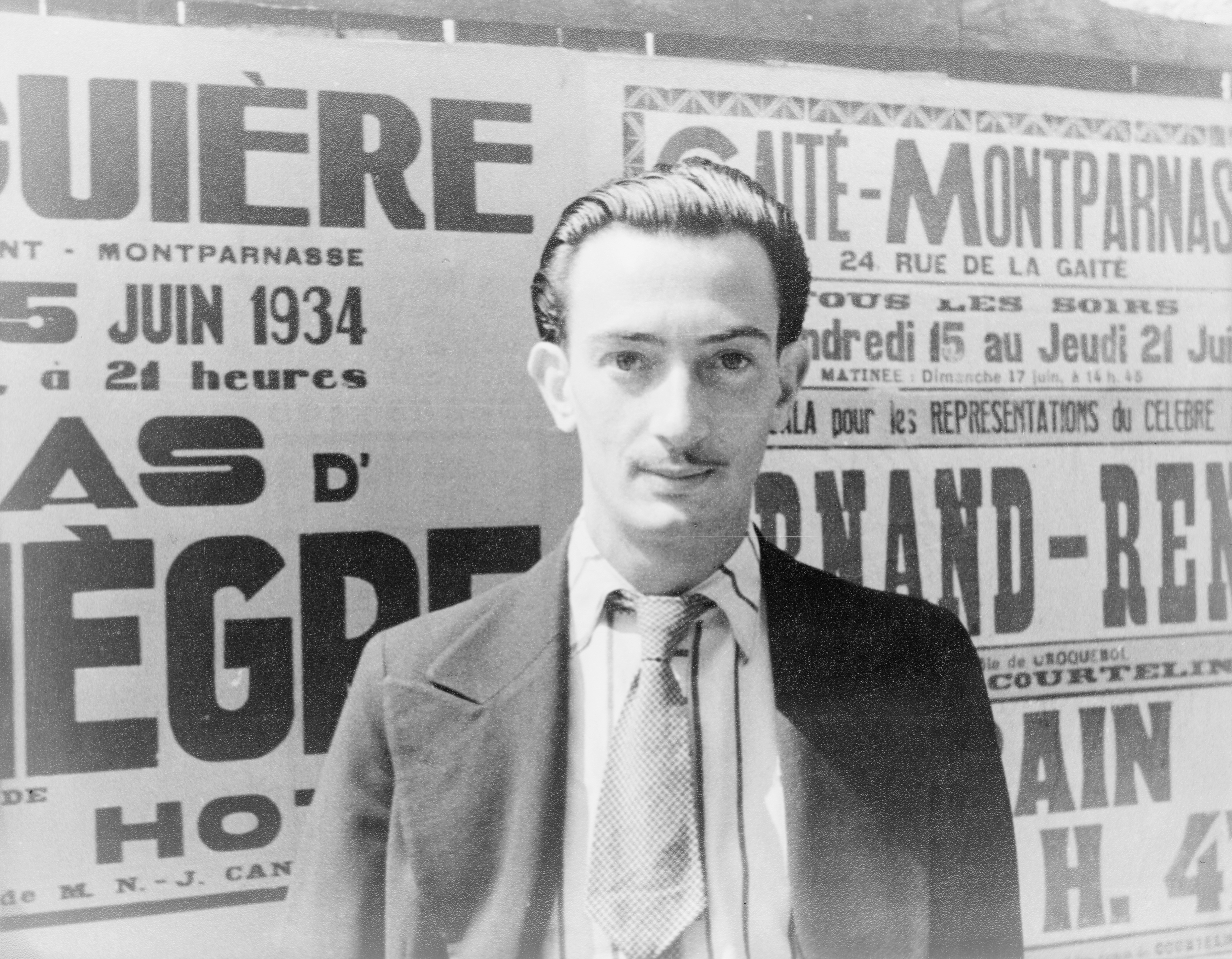
Salvador Dalí, 1934
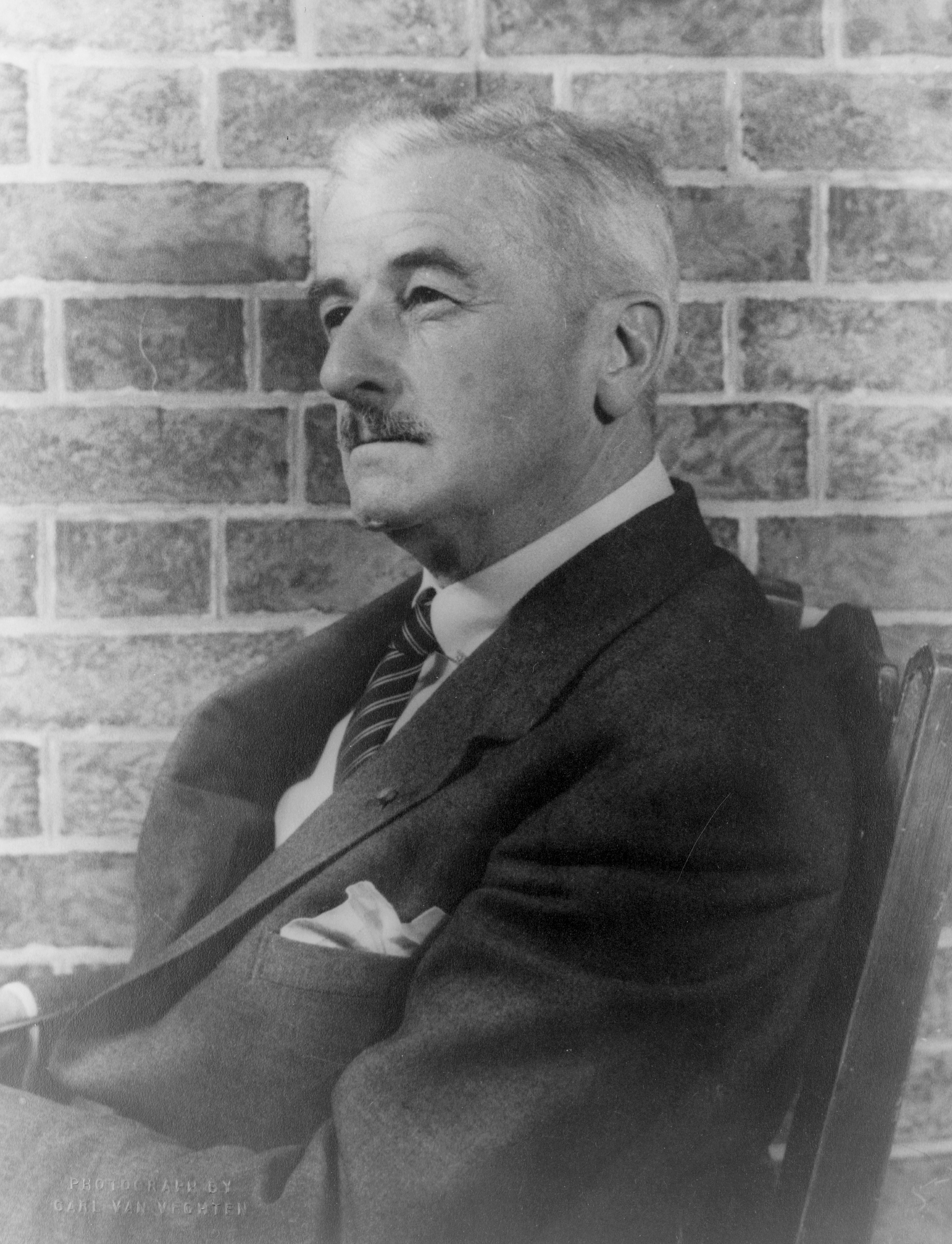
William Faulkner, 1954
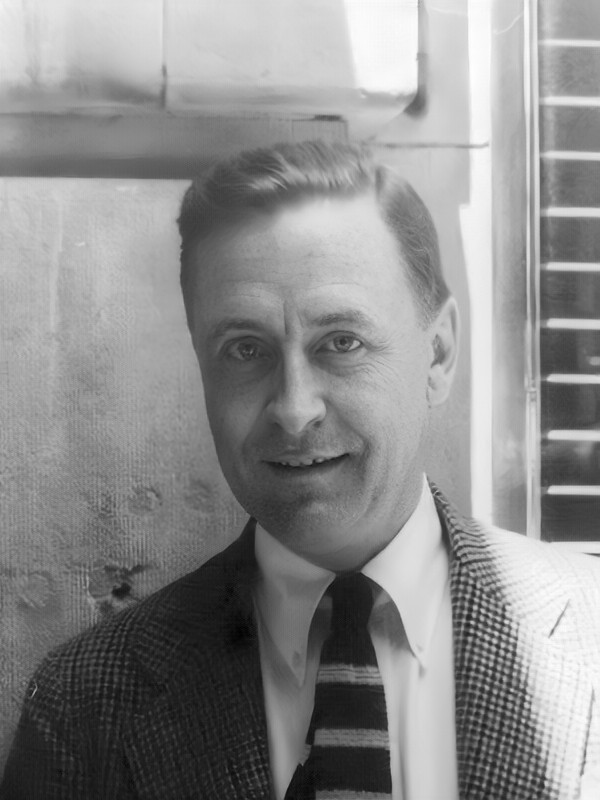
F. Scott Fitzgerald, 1937
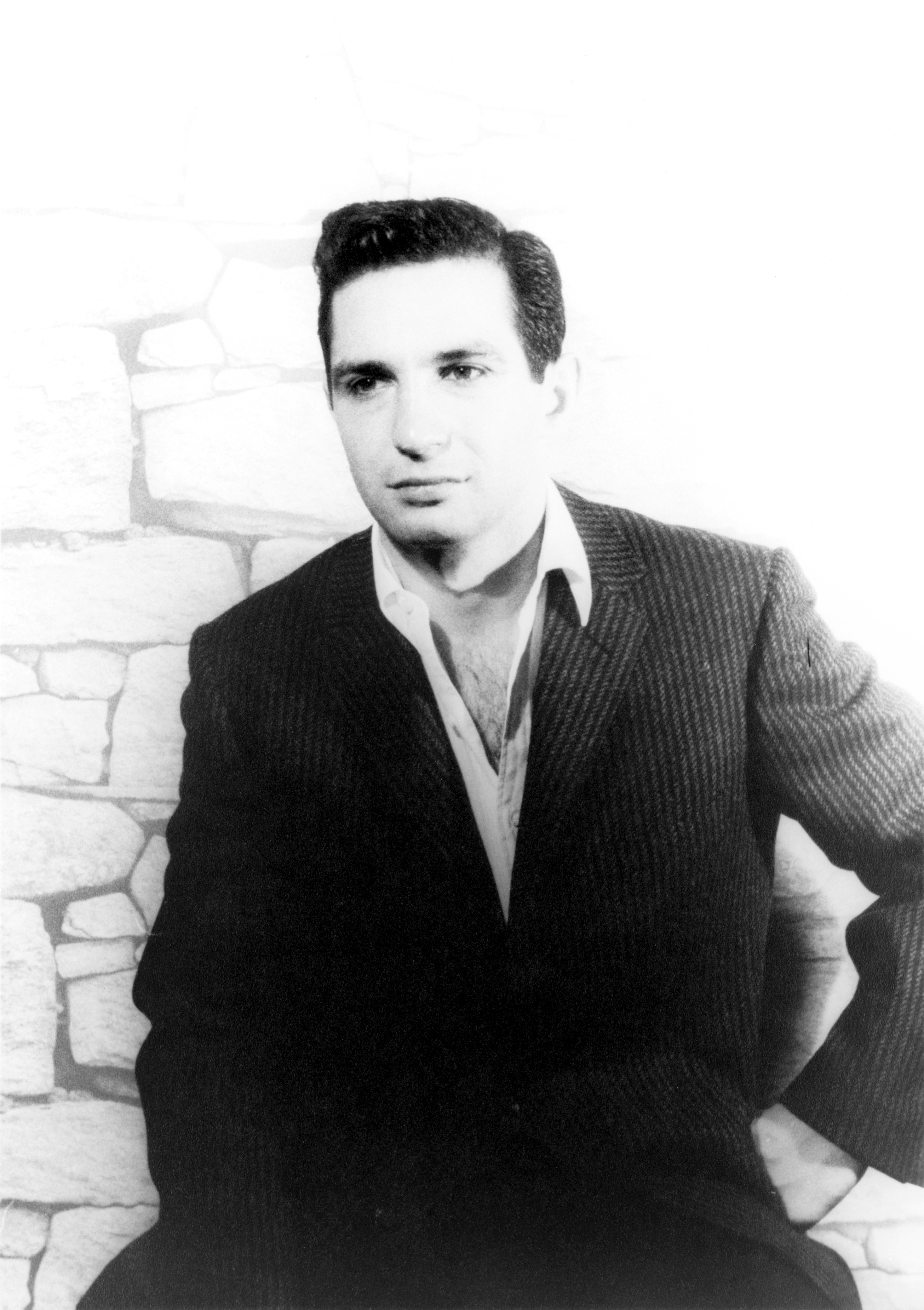
Ben Gazzara, 1955
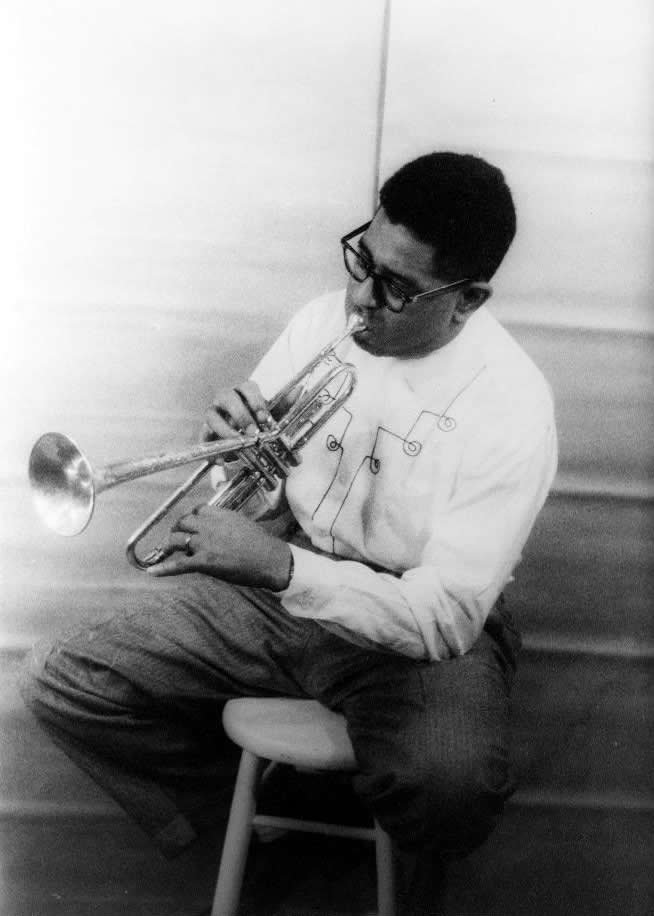
Dizzy Gillespie, 1955
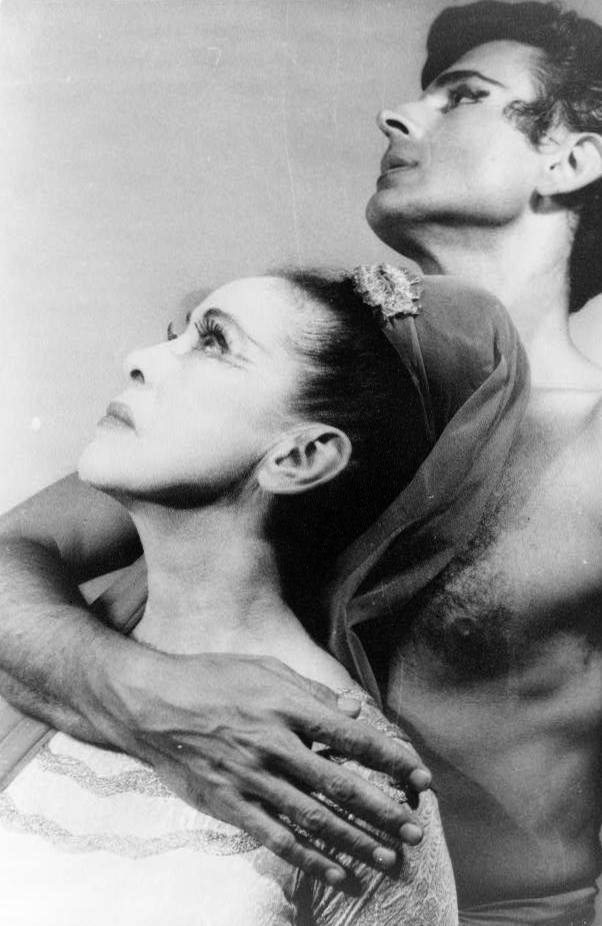
Martha Graham and Bertram Ross, 1961
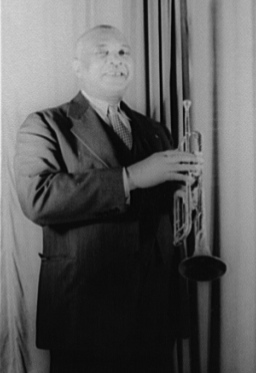
W. C. Handy, 1941
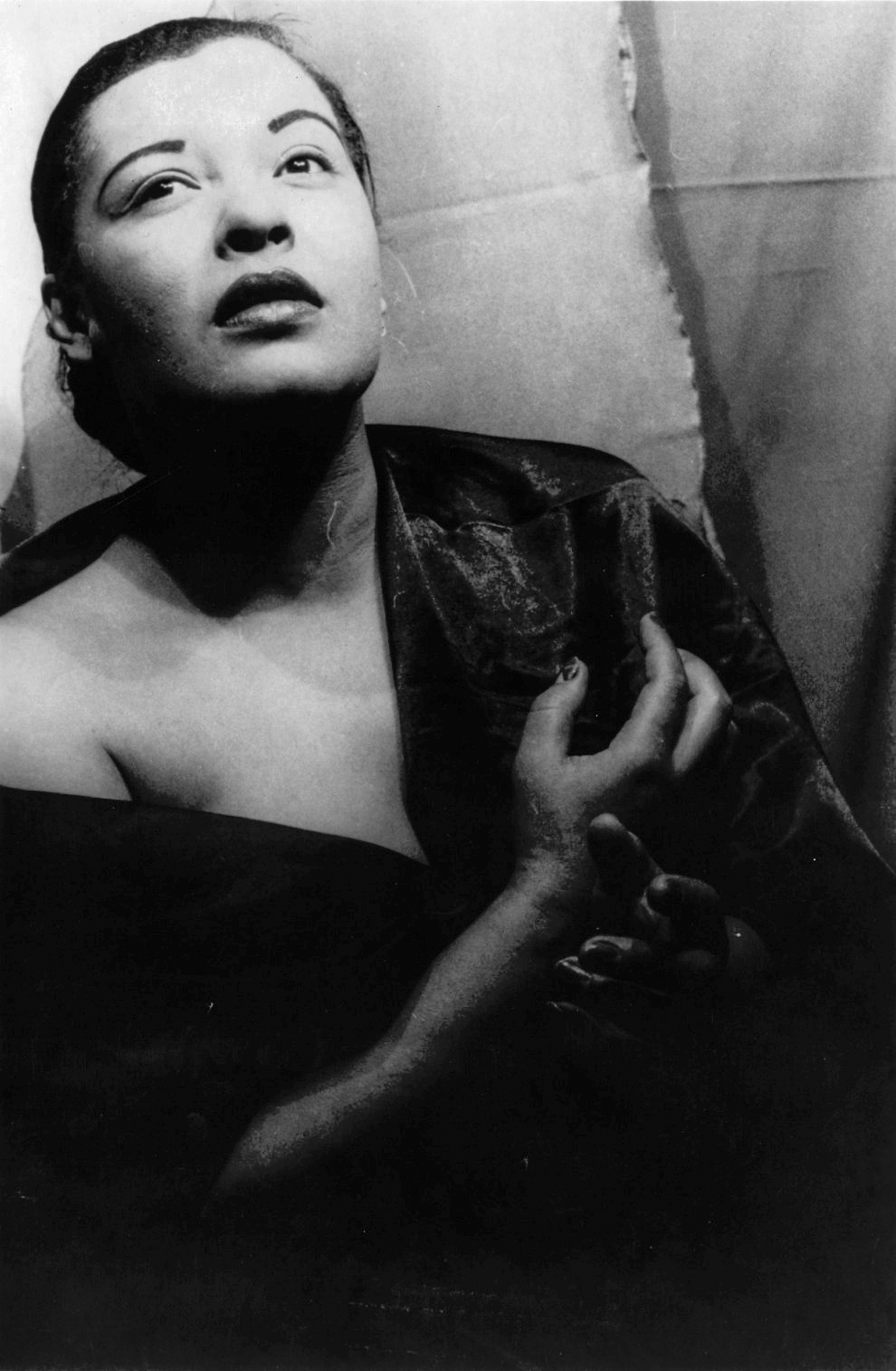
Billie Holiday, 1949